# Bosnienkrisen
Bosnienkrisen i 1908-1909, også kaldet Anneksionskrisen, kom til offentlighedens kendskab, da Bulgarien den 5. oktober 1908 erklærede sig uafhængigt fra det Osmanniske Rige, og da Østrig-Ungarn den 6. oktober meddelte, at det annekterede Bosnien-Hercegovina, som hidtil formelt havde hørt under det Osmanniske Rige, men været under reel østrig-ungarnsk kontrol. De store globale magter og de lokale interessenter; Det Russiske Kejserrige, det Osmanniske Rige, Storbritannien, Italien, Serbien, Montenegro, Det Tyske Kejserrige og Frankrig havde alle en mening om disse begivenheder. I april 1909 blev Berlintraktaten revideret således, at det nye status quo blev accepteret, hvorved krisen blev afsluttet. Krisen betød en varig forringelse af forholdet mellem Østrig-Ungarn på den ene side og Rusland og Serbien på den anden. Anneksionen og reaktionerne på anneksionen var bidragende årsager til udbruddet af 1. verdenskrig. 

## Baggrund
Ifølge artikel 25 i Berlintraktaten af 1878 fik Østrig-Ungarn særlige rettigheder i de osmanniske provinser Bosnien og Hercegovina foruden Sandžak. I artikel 25 stod der: "Provinserne Bosnien og Hercegovina vil blive besat og administreret af Østrig-Ungarn" og videre "... Østrig-Ungarn forbeholder sig ret til at opretholde garnisoner og have militær- og handelsveje over hele denne del" (Sandžak) "af det gamle Vilâyet Bosnien." Østrig-Ungarn udnyttede sine rettigheder, tog fuld kontrol over Bosnien og Hercegovina og holdt i fællesskab med det Osmanniske rige Sandžak besat. Således fortsatte det fra 1878 til udbruddet af krisen i 1908. Berlintraktaten fastlagde også, at Bosporusstrædet ville være lukket for krigsskibe i krigstid. Det havde som følge, at den russiske flåde blev lukket inde i Sortehavet. 
Sandžak adskilte Montenegro fra Kongeriget Serbien og forhindrede en geografisk og politisk sammensmeltning af disse to lande, som ofte handlede i tæt overensstemmelse. Den østrigske besættelse af Sandžak var også af betydning, fordi den gav Østrig-Ungarn et opmarchområde til et muligt senere fremstød i retning af den havnen Salonika i det osmanniske Makedonien ved det Ægæiske hav. Bosnien-Hercegovina var et multireligiøst område, som fortrinsvis blev beboet af bosniske muslimer, kroatiske katolikker og serbiske ortodokse, hvor af de sidste var de fleste. I 1903 bragte et kup i Serbien et nyt dynasti på tronen og gav mere nationalistiske elementer mere magt. Disse nationalister betragtede Sandžak og Bosnien-Hercegovina som naturlige veje til territoriel ekspansion. Forholdet mellem Serbien og Østrig-Ungarn blev gradvis dårligere. I 1907 begyndte den østrig-ungarske udenrigsminister Alois Aehrenthal at udforme en plan, som skulle grundfæste Østrig-Ungarns stilling i Bosnien og Hercegovina gennem anneksion. Muligheden opstod i form af et brev fra den russiske udenrigsminister Alexandr Izvolskij og deres velkendte møde på borgen i Buchlov i Mæhren.

## Buchlauhandelen

### En udveksling af breve
Den 2. juli 1908 skrev den russiske udenrigsminister Alexander Izvolsky til den østrig-ungarske udenrigsminister Alois Aehrenthal og foreslog en forhandling om ændringer i Berlintraktaten af 1878, som ville tilgodese de russiske interesser ved Bosporus og de østrig-ungarske interesser i anneksion af Bosnien og Hercegovina samt Sandžak. Den 14. juli accepterede Aehrenthal forsigtigt den foreslåede forhandling. Efter lange og indviklede diskussioner i Østrig-Ungarn, skitserede Aehrenthal den 10. september en lidt anderledes handel for Izvolsky. Til gengæld for en venlig russisk holdning i tilfælde af at Østrig-Ungarn annekterede Bosnien og Hercegovina, ville Østrig-Ungarn trække sine tropper tilbage fra Sandžak. Brevet fortsatte med at tilbyde at diskutere, som et særskilt punkt, spørgsmålet om de tyrkiske stræder på en venlig baggrund.

### Mødet i Buchlau
Den 16. september mødtes Izvolsky og Aehrenthal ansigt til ansigt i Buchlau. Der blev ikke taget referat af disse private møder, som varede i alt 6 timer. Izvolsky påtog sig opgaven med at nedskrive konklusionerne fra mødet og sende dem til Aehrenthal. Den 21. september skrev Aehrenthal til Izvolsky og bad om dette dokument, hvortil Izvolsky svarede to dage senere, at dokumentet var blevet sendt til godkendelse ved zaren. Dette dokument, hvis det nogensinde fandtes, er aldrig blevet fremlagt.

### Aehrenthals version af aftalen
Efter Aerenthals udlægning af forløbet – ifølge Albertini – havde Izvolsky givet tilsagn om at Rusland ville opretholde "en venlig og velvillig holdning" hvis Østrig-Ungarn annekterede Bosnien-Hercegovina. Tilsvarende ville Østrig-Ungarn fastholde en velvillig holdning, hvis Rusland ville gribe ind for at åbne "stræderne for krigsskibe som sejlede enkeltvis". De to var enige om, at en sandsynlig konsekvens af anneksionen ville være, at Bulgarien erklærede sig uafhængigt af det Osmanniske Rige. Østrig-Ungarn ville ikke tilbyde Serbien eller Montenegro territoriale indrømmelser, men hvis de støttede anneksionen, så ville Østrig-Ungarn ikke være modstander af serbisk ekspansion på Balkan, og ville støtte det russiske krav om en revision af artikel 29 i Berlintraktaten, som begrænsede Montenegros uafhængighed. Parterne var enige om, at "disse ændringer kunne blive godkendt efter forhandlinger med det Osmanniske Rige og stormagterne, men "der ville ikke blive talt mere om Bosnien-Hercegovina". Anneksionen ville formentlig finde sted i begyndelsen af oktober. Den originale udgave af Aehrenthals udlægning er ikke blevet fundet, så historikere har været nødt til at nøjes med en udateret ministeriel kopi af dokumentet.

### Izvolskys version
Den 30. september informerede Østrig-Ungarn Izvolsky, som på daværende tidspunkt var i Paris, om at annekteringen ville ske den 7. oktober. Den 4. oktober udfærdigede Izvolsky en rapport efter anmodning fra Bertie, den britiske ambassadør i Frankrig. Izvolsky gav udtryk for, at anneksion var et spørgsmål, som skulle afgøres af underskriverne af Berlinaftalen. Til gengæld for østrig-ungarsk tilbagetrækning fra Sandžak ville Rusland ikke betragte anneksionen som en krigsanledning, men Rusland og andre lande ville insistere på ændringer i Berlintraktaten, som var fordele for dem, herunder åbning af stræderne, bulgarsk uafhængighed, territoriale indrømmelser til Serbien og afskaffelse af begrænsningerne på Montenegros uafhængighed ifølge artikel 29. Bertie meddelte den britiske udenrigsminister Grey, at han havde på fornemmelsen, at Izvolsky ikke var helt sandfærdig.

## Anneksionen
Den 5. oktober erklærede Bulgarien sig uafhængigt af det Osmanniske Rige. Den 6. oktober meddelte kejser Franz Joseph indbyggerne i Bosnien Hercegovina, at han havde til hensigt at give dem et autonomt og forfatningsbaseret styre, og at provinserne var annekteret. Den 7. oktober bekendtgjorde Østrig-Ungarn sin tilbagetrækning fra Sandžak. Bulgarsk uafhængighed og anneksionen af Bosnien var ikke indeholdt i Berlintraktaten og udløste en strøm af diplomatiske protester og diskussioner.

## Protester og kompensationer

### Serbien
Serbien mobiliserede sin hær og den 7. oktober forlangte det serbiske rigsråd, at anneksionen blev trukket tilbage, og alternativt, at Serbien fik kompensation, hvilket det den 25. oktober definerede som en stribe land på tværs af den nordligste del af Sandžak. Disse krav endte med at blive forkastet, selv om Serbien senere sikrede sig kontrollen over Sandžak.

### Osmanniske Rige
Det Osmanniske Rige protesterede mere mod Bulgariens uafhængighedserklæring end mod anneksionen af Bosnien og Hercegovina, som det ikke havde nogen reel mulighed for at komme til at styre. En boykot af østrig-ungarske varer blev det imidlertid til, hvilket påførte Østrig-Ungarn handelsmæssige tab. Den 20. februar indgik Østrig-Ungarn et forlig og fik osmannisk accept af anneksionen til gengæld for £ 2,2 mio. Bulgarsk uafhængighed kunne ikke annulleres.

### Frankrig, Storbritannien, Rusland og Italien
Anneksionen og Bulgariens uafhængighedserklæring blev anset for at være overtrædelser af Berlintraktaten. Frankrig, Storbritannien, Rusland og Italien var derfor tilhængere af afholdelse af en konference, som skulle overveje sagen. Tysk modstand og indviklede diplomatiske manøvrer med hensyn til stedet, indholdet og forudsætningerne for konferencen forsinkede den og endte med at skyde den i sænk. I stedet nåede stormagterne frem til enighed om tilføjelser til traktaten gennem konsultationer mellem hovedstæderne.

## Rusland og Serbien giver efter
Britisk modstand mod en tilføjelse til Berlintraktaten vedrørende Bosporus efterlod Rusland med tomme hænder, og derfor anså Izvolsky og zaren anneksionen og Aehrenthals manøvrer for at være sket i ond vilje. Med henvisning til Aehrenthals herkomst eksploderede Izvolsky med følgende bemærkning: 
"Den beskidte jøde snød mig. Han løj overfor mig, han tog mig ved næsen, den frygtelige jøde."
For at bringe Izvolsky ned på jorden truede Østrig-Ungarn med at frigive og derpå til sidst med at lække dokumenter, hvori Rusland i løbet af de sidste 30 år havde indrømmet Østrig-Ungarn frie hænder i Bosnien-Hercegovina og Sandžak. Disse dokumenter bragte Rusland i forlegenhed, især i forholdet til Serbien. Zar Nikolaj 2. skrev til kejser Franz-Joseph og beskyldte Østrig-Ungarn for at have brudt fortroligheden, og forholdet mellem de to lande blev varigt skadet. Efter råd fra Tyskland holdt Østrig-Ungarn fast ved hemmeligholdelsen af Izvolskys breve af 2. juli og 23. september, og de udgjorde en stadig trussel mod Izvolskys stilling, hvis ikke Rusland entydigt og offentligt gik med til en tilføjelse til artikel 25 i Berlintraktaten og accepterede anneksionen. Den 22. marts satte Tyskland Rusland under pres ved at kræve, at Rusland skulle sige klart og tydeligt "ja" eller "nej" til, om det ville acceptere denne ændring. Hvis Rusland undlod at give et bekræftende svar, ville det få Tyskland til at trække sig tilbage fra de diplomatiske forhandlinger "og lade tingene gå deres gang". Under dette pres gav Izvolsky efter og rådede regeringen til at godkende tilføjelsen til artikel 25 af frygt for, at Østrig-Ungarn ellers ville have frit spil mod Serbien. Regeringen var enig. Den 23. marts accepterede zaren beslutningen og meddelte den til den tyske ambassadør i Rusland, Portales. Storbritannien derimod var ikke helt parat til at bekræfte og udtalte, at det kun ville gå med til det, hvis "det serbiske spørgsmål var blevet afgjort på fredelig vis". Frankrig fulgte den britiske holdning. 
Den 26. marts overlod Østrig-Ungarn Storbritannien den forhandlede tekst til Serbiens marts-erklæring om accept af anneksionen. Den lød:
| Citat | Serbien anerkender, at dets rettigheder ikke har lidt skade ved det fait accompli, som er skabt i Bosnien-Hercegovina, og at det som følge heraf vil indordne sig under de beslutninger stormagterne må nå frem til vedrørende artikel 25 i Berlintraktaten. I overensstemmelse med råd fra stormagterne ophører Serbien allerede nu med at indtage den protesterende og oppositionelle holdning, som det har indtaget med hensyn til anneksionen siden sidste efterår, og vil yderligere ændre sin aktuelle politik overfor Østrig-Ungarn så den fremover afspejler godt naboskab. I overenssstemmelse med disse erklæringer og i vished om Østrig-Ungarns fredelige hensigter vil Serbien reducere sin hær til omfanget i foråret 1908 med hensyn til dens organisation, placering og omfang. Serbien vil afvæbne og hjemsende sine frivillige og grupper og vil forhindre etableringen af nye irregulære enheder på sit territorium." | Citat |
|       | |       |

Den følgende dag bad Østrig-Ungarn om Storbritanniens faste tilsagn om, at når først forhandlingerne med Serbien var afsluttet, ville Storbritannien acceptere ændringen af artikel 25. Uden et sådant tilsagn ville Østrig-Ungarn afbryde forhandlingerne med Serbien.  Senere samme dag besluttede Østrig-Ungarn at foretage en delvis mobilisering. Den 28. marts gav Storbritannien det ønskede tilsagn. Den 31. marts overgav Serbien sin formelle accept til Østrig-Ungarn, som udgjorde et fuldstændigt Serbisk tilbagetog. Hermed var krisen overstået.  Stormagterne underskrev tilføjelserne til Berlintraktaten i de forskellige hovedstæder mellem den 7. og den 19. april.
Lidt over et år senere blev Izvolzky, som følge af dette nederlag, afskediget og i stedet udnævnt til ambassadør i Frankrig. Han vedblev at være forbitret mod Aehrenthal og Centralmagterne. Den russiske diplomat og avismand de Schelking fortæller om Izvolskys politiske nedtur:  "I salonerne i Petrograd fik han" (Izvolsky) "øgenavnet 'prinsen af Bosporus'. I sin indbildskhed kunne Iswolsky ikke se, at han blev hånet."

### Sekundære kilder
- Albertini, Luigi. 2005. Origins of the War of 1914 – Vol. 1, Enigma Books, New York.
- Anderson, Frank Maloy and Amos Shartle Hershey; Handbook for the Diplomatic History of Europe, Asia, and Africa 1870-1914. Prepared for the National Board for Historical Service; Government Printing Office, Washington; 1918.
- Joll, James, & Martel, Gordon. 2007. The Origins of the First World War. Pearson/Longman, London.
- Shelḱīng, Evgeniǐ Nīkolaevīch and Makovskī, L. W. 1918. Recollections of a Russian Diplomat: The Suicide of Monarchies. The Macmillan company, New York.

## Eksterne kilder
- Østrig-Ungarns anneksion af Bosnien og Hercegovina dokumenter